# Mistrovství světa v alpském lyžování 1978
19. Mistrovství světa v alpském lyžování se konalo v roce 1978 v německém Garmisch-Partenkirchenu.

## Medailisté

### Muži
| Soutěž      | Zlato            | Stříbro        | Bronz            |
| Sjezd       | Josef Walcher    | Michael Veith  | Werner Grissmann |
| Slalom      | Ingemar Stenmark | Piero Gros     | Paul Frommelt    |
| Obří slalom | Ingemar Stenmark | Andreas Wenzel | Willi Frommelt   |
| Kombinace   | Andreas Wenzel   | Sepp Ferstl    | Pete Patterson   |

### Ženy
| Soutěž      | Zlato              | Stříbro            | Bronz              |
| Sjezd       | Annemarie Pröllová | Irene Epple        | Doris de Agostini  |
| Slalom      | Lea Sölkner        | Pamela Behr        | Monika Kaserer     |
| Obří slalom | Irene Epple        | Lise-Marie Morerod | Annemarie Pröllová |
| Kombinace   | Annemarie Pröllová | Hanni Wenzelová    | Fabienne Serrat    |

## Přehled medailí
| Pořadí         | Stát                   | Zlato | Stříbro | Bronz | Celkově |
| 1              | Rakousko               | 4     | -       | 3     | 7       |
| 2              | Švédsko                | 2     | -       | -     | 2       |
| 3              | Západní Německo        | 1     | 4       | -     | 5       |
| 4              | Lichtenštejnsko        | 1     | 2       | 2     | 5       |
| 5              | Švýcarsko              | -     | 1       | 1     | 2       |
| 6              | Itálie                 | -     | 1       | -     | 1       |
| 7              | Francie                | -     | -       | 1     | 1       |
| 7              | Spojené státy americké | -     | -       | 1     | 1       |
| Medailové sady | Medailové sady         | 8     | 8       | 8     | 24      |